# Frederick Carder
Frederick Carder, född 18 september 1863, död 10 december 1963 i Corning, New York, var en brittisk-amerikansk glaskonstnär.
Carder var verksam i USA från 1903. Han använde sig av de flesta av samtidens blås- och dekorationstekniker. Hans "aureneglas", ett iriserande glas i guld eller blått, vilket skapades 1904, blev berömt. Carder arbetade i jugendstil men senare även i art déco. Han har ansetts vara upphovsman till den moderna amerikanska glaskonsten.